# 宮沢厚
宮沢 厚（みやざわ あつし、1959年6月28日 - ）は、宮崎県川南町出身のアニマルトレーナーで、阿蘇カドリー・ドミニオンの園長。

## 略歴
- 東京農業大学畜産科卒業。
- 1993年から宮崎市のフェニックス自然動物園でオランウータンのサクラを担当し話題となる。
- 1998年からは栃木県の那須ワールドモンキーパークで、チンパンジーのももちゃんと舞台やテレビ、コマーシャルなどに出演。
- 2004年、アッツを設立し、熊本の阿蘇カドリー・ドミニオンと専属契約を結ぶ。チンパンジーのパンくん等が出演する、動物ショー『みやざわ劇場』を行う傍ら、テレビ番組にも出演。
- 2019年2月2日、阿蘇カドリー・ドミニオンの園長となる。
- 著書に「ももといっしょ」「ももが教えてくれたこと」「しあわせ ももちゃん」などがある。

## 主な出演番組
- 水曜どうでしょう（北海道テレビ） - 「宮崎リゾートの旅にて、さくらのトレーナーとして出演。
- どうぶつ奇想天外!（TBS）
- 天才!志村どうぶつ園（日本テレビ）
- 探偵!ナイトスクープ（朝日放送） - 1998年6月5日放送分に出演。
- テレビタミン（くまもと県民テレビ）

## 関連人物
- 志村けん